# Jacobsköld
Jacobsköld är en svensk adels ätt från Norge.

## Historia
Ämbetsmannen Nils Jönsson adlades 16 november 1605 till Nils Jacobsköld. Han ägde gårdarna Forsvik i Undenäs socken och Rävsjö i Fivelstads socken. Jacobskölds fick två söner ämbetsmannen Peder Jacobsköld och vice presidenten Jöns Jacobsköld. Ätten Jacobsköld introducerades på Sveriges Riddarhus 1625. Den siste manlige med namnet Jacobsköld var överstelöjtnanten Johan Jacobsköld som var son till Jöns Jacobsköld.

## Sköld
Skölden innehåller tre pilgrimssnäckor, ställda två och en, som ibland kallas Jacobssnäcka.

## Kända medlemmar
- Nils Jacobsköld (1530–1610), ämbetsman.[1]
- Peder Jacobsköld (1567–1611), ämbetsman.[1]
- Jöns Jacobsköld (1569–1633), vice president.[1]
- Johan Jacobsköld, överstelöjtnant.